# Worstelen op de Olympische Zomerspelen 2012 – Klasse tot 74 kilogram Grieks-Romeins mannen
Grieks-Romeins tot 74 kilogram was een van de onderdelen van het worstelen op de Olympische Zomerspelen 2012 in Londen. Het evenement vond op 5 augustus plaats. Om 13:00 (UTC) begonnen de kwalificaties; na een halfuur begon de knock-outfase, om ten slotte om 18:25 te eindigen met de finale.
De opzet was als volgt: een loting bepaalt welke twee worstelaars (alle met een gewicht tussen de 66 en 74 kilogram) het tegen elkaar op moeten nemen. De winnaar van een dergelijke wedstrijd gaat door naar de volgende ronde. Alle worstelaars die van een uiteindelijke finalist hebben verloren, gaan naar de herkansingsronde. Er komen twee aparte herkansingsgroepen; de ene groep bestaat uit de verliezers tegen de ene finalist en de andere uit de verliezers tegen de andere finalist. Binnen elke groep spelen de verliezers die als eerste werden uitgeschakeld tegen elkaar. De winnaar van zo'n wedstrijd speelt tegen de verliezer die een ronde later werd uitgeschakeld. De winnaar van elke herkansingsgroep wint een bronzen medaille.

## Uitslag
| rang   | sporter             | land         |
| ------ | ------------------- | ------------ |
| Goud   | Roman Vlasov        | Rusland      |
| Zilver | Arsen Julfalakyan   | Armenië      |
| Brons  | Aleksandr Kazakevič | Litouwen     |
| Brons  | Emin Ahmadov        | Azerbeidzjan |
| 5      | Mark Madsen         | Denemarken   |
| 5      | Aliaksandr Kikiniou | Wit-Rusland  |